# Checoslovaquia en los Juegos Olímpicos de Ámsterdam 1928
Checoslovaquia estuvo representada en los Juegos Olímpicos de Ámsterdam 1928 por un total de 70 deportistas que compitieron en 14 deportes.  
El portador de la bandera en la ceremonia de apertura fue el gimnasta Josef Effenberger.

## Medallistas
El equipo olímpico checoslovaco obtuvo las siguientes medallas:
| Nombre | Deporte            | Competición                  |
| --- | ------------------ | ---------------------------- |
| Oro |                    |                              |
| Ladislav Vácha | Gimnasia artística | Paralelas M                  |
| František Ventura (Eliot)                                                                                          | Hípica             | Saltos ind.                  |
| Plata |                    |                              |
| Jan Heřmánek | Boxeo              | Medio (72,6 kg) M            |
| Josef Effenberger Jan Gajdoš Jan Koutný Emanuel Löffler Bedřich Šupčík Ladislav Tikal Ladislav Vácha Václav Veselý | Gimnasia artística | Concurso completo por eqs. M |
| Ladislav Vácha | Gimnasia artística | Anillas M                    |
| Emanuel Löffler | Gimnasia artística | Salto de potro M             |
| Jindřich Maudr | Lucha grecorromana | 58 kg M                      |
| Bronce |                    |                              |
| Emanuel Löffler | Gimnasia artística | Anillas M                    |
| Jaroslav Skobla | Halterofilia       | +82,5 kg                     |